# Anneke Dürkopp
Anneke Dürkopp (* 28. März 1979 in Kornwestheim) ist eine deutsche Fernsehmoderatorin.

## Leben und Wirken
Dürkopp wurde in Kornwestheim bei Stuttgart geboren, wo sie 1998 ihr Abitur am Ernst-Sigle-Gymnasium ablegte. Danach nahm sie klassischen Gesangsunterricht. 1998 bis 2000 war sie Sängerin der Band U.N.S. 5. Neben diversen kleinen Engagements setzte sie ihre Ausbildung in Gesang, Tanz und Schauspiel an der privaten Abraxas-Musical-Akademie in München fort. Von 2004 bis 2007 studierte sie Pädagogik, Psychologie und Ethnologie an der Ludwig-Maximilians-Universität München.
Nach einem Versuch als Sängerin in der deutschen Hip-Hop-Band Claar stieg sie dann 2003 als Co-Moderatorin bei MTV Germany ein. Zwischen 2005 und Januar 2007 moderierte sie bei VIVA Plus. Von 2007 bis 2014 war sie Wettermoderatorin bei N24. Ende 2007 folgten einige Moderationen der Call-in-Gewinnspielsendung Bei Anruf – Spiel! auf Tele 5. Ab März 2008 moderierte sie das von 9Live produzierte Format ProSieben Night-Loft. Seit September 2012 moderiert Dürkopp das Magazin N24 Cassini auf N24. Außerdem fungierte sie bei der Sendung Galileo zeitweise als Reporterin. Darüber hinaus moderierte Dürkopp vom 16. April 2014 bis zum 15. Oktober 2023 den Wetterbericht in den Sat.1 Nachrichten auf Sat.1. Vom 15. Juli bis 17. Juli 2019 moderierte Dürkopp, nach 4,5 Jahren Unterbrechung das Wetter bei Welt (vormals N24), jedoch nur als Vertretung.
In der Ausgabe von November 2010 veröffentlichte das Playboy-Magazin eine Fotoserie von Anneke Dürkopp.
Seit 2017 bewirbt Dürkopp die Urlaubsregion Jerusalem und Tel Aviv in einer Kampagne des israelischen Tourismusministeriums unter anderem in Fernsehwerbespots.